# 사제총

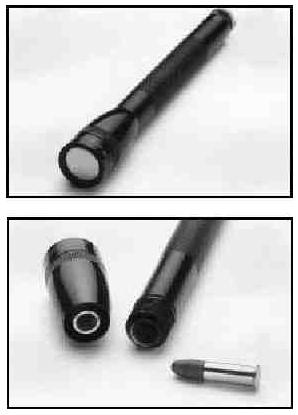
맥라이트를 개조하여 만든 사제총

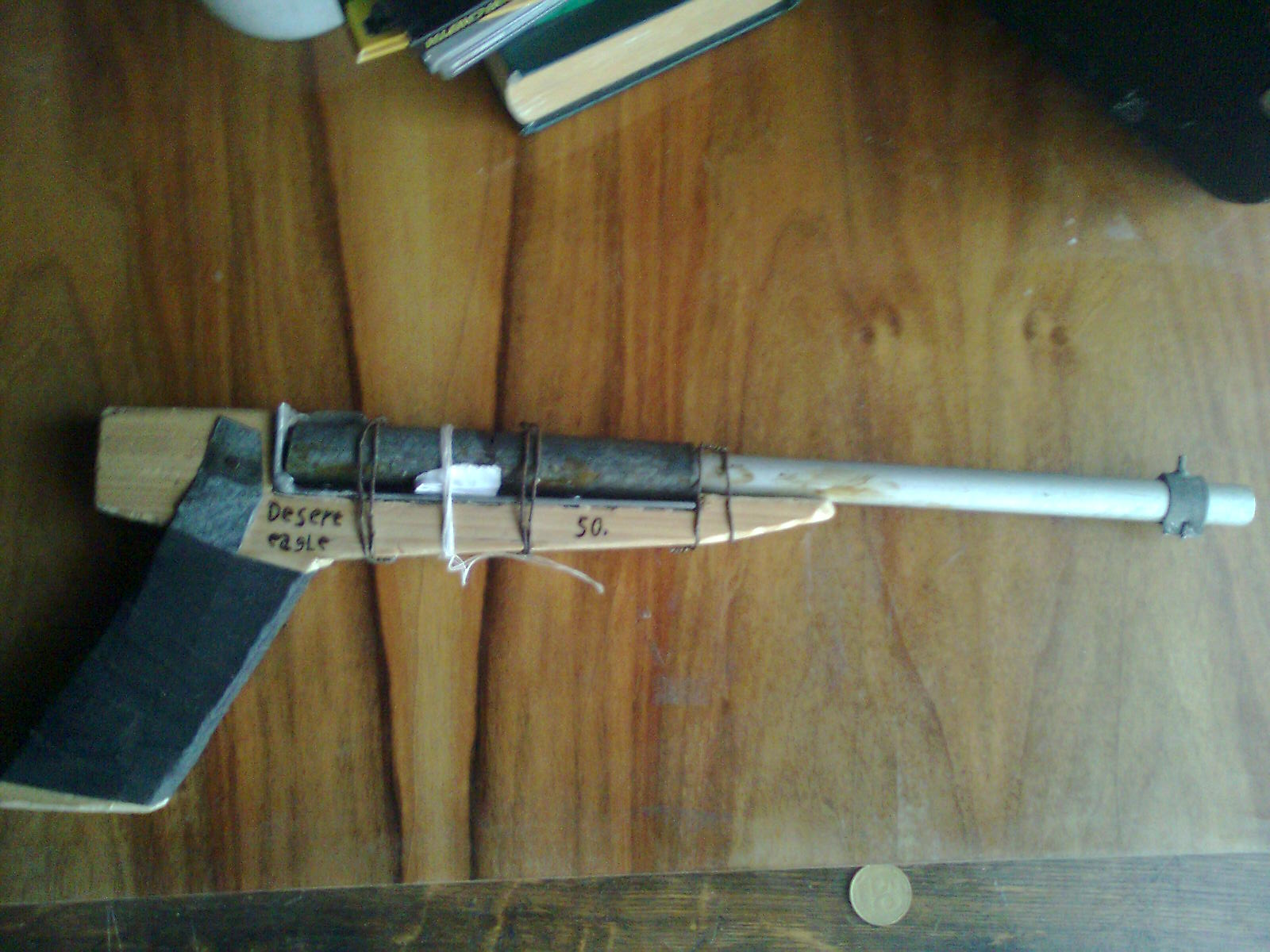
사제총

사제총(私製銃, Improvised firearm)은 개인이 즉석으로 만든 총기류를 말한다.

## 제작

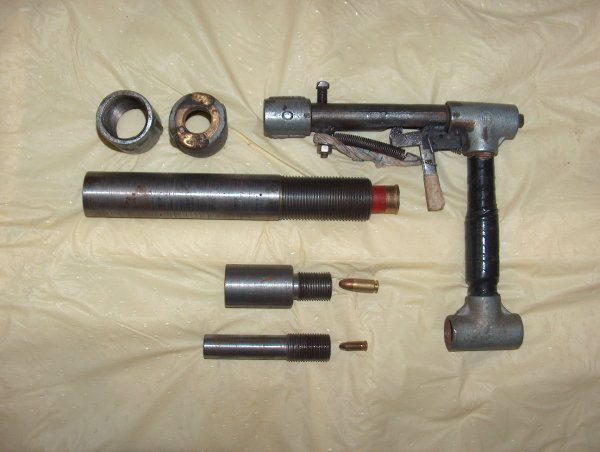
대강 만들었지만 실용적인, 단발식의 인도, 델리의 홈메이드 총기

사제총의 핵심부품은 총열, 약실 그리고 공이이다.
보통의 22구경(5.5 mm) 림파이어어와 같은, 작고 저압력인 탄약을 발사하려면 매우 얇은 두께의 총열로도 충분하다.
다만, 대부분의 열악한 제조환경에서의 강선 제작은 무리이므로, 강선이 필요없는 샷건쉘을 사용하며, 그중에서도 대중적인 12게이지 샷건쉘을 애용한다.
PVC 파이프로 대강만든 PCP형식의 공기총도 사체총의 범주에 들어간다.
3D 프린터로 권총, 소총을 제작하여 논란이 있었으나, .22 LR 탄을 사용하는 단발형식이며, 1발 발사 후 총기가 파열 되었기 때문에 사실 큰 논란 거리도 아니었고.
미국은 세금 증세정도로 대부분 허가하며, 대한민국, 일본 등의 총기가 법적으로 규제되며, 그 중 실탄조차도 엽탄으로 사용되는 샷건쉘이나 밀거래가 비교적 쉬운 토카레프탄을 이용하며 .22 LR은 구하기 어렵고, .22LR 이외의 탄은 플라스틱 총열, 약실을 사용하기 어렵다.

## 도서
작가 할런 엘리슨은 1950년대 뉴욕시의 갱들이 사용한 집건(zip gun)을 설명했다. 커피 메이커 또는 자동 라디오 안테나에 사용된 튜브를 총열로 사용했다. 나무를 깎아 손잡이로 쓴 것으로 묘사했다.

## 법의 규제
대부분의 나라에서 정식으로 허가받지 않은 총기는 규제하나, 미국의 몇몇 주정부에선 등록후 세금을 내는 식으로 허가해주기도 한다.

## 같이 보기
- 급조폭발물 - 아이디 또는 급조폭발물은 개인이 즉석으로 만든 폭탄을 말한다.
- 총기

## 참고 문헌
- Trub, J. David (1993) Zips, Pipes, And Pens: Arsenal Of Improvised Weapons Paladin Press. ISBN 0873647025
- Anonymous (1983) Improvised Weapons of the American Underground Desert Publications.  ISBN 0879471107
- Brown, Ronald (1999) Homemade Guns & Homemade Ammo Breakout Productions.  ISBN 1893626113
- Commando Gunsmithing Paperback – September 28, 2015 by R.K. Campbell (Author) ISBN-10: 161004889X
- Guerrilla Gunsmithing: Quick and Dirty Methods for Fixing Firearms in Desperate Times Paperback – 1 Jan 2001 by Ragnar Benson  (Author) ISBN-10: 1581601190
- McLean, Don (1992) Do-It-Yourself Gunpowder Cookbook  Paladin Press.  ISBN 0873646754
- Hollenback, George (1996) Workbench Silencers: The Art Of Improvised Designs Paladin Press.  ISBN 0873648951
- Métral, Gérard (1985) Do-It-Yourself Submachine Gun Paladin Press.  ISBN 0873648404